# Zeche Witten
Die Zeche Witten war ein Steinkohlenbergwerk in Bommern. Das Bergwerk war auch bekannt als Zeche Sonnenschein, ebenso hatte die Zeche zeitweise den Namen Feld Witten.

## Bergwerksgeschichte
Im August des Jahres 1935 wurde das Bergwerk in Betrieb genommen. Es hatte einen tonnlägigen Schacht mit einer flachen Teufe von 50 Metern. Bereits am 1. November des darauffolgenden Jahres wurde das Bergwerk wieder stillgelegt. Am 4. März des Jahres 1948 wurde das Bergwerk als Schürfbetrieb wieder in Betrieb genommen. Im gleichen Jahr wurde am Goltenbusch in der Nähe des Bahnhofs Bommern-Höhe ein Schacht abgeteuft. Der Schacht wurde bis auf das Flöz Sonnenschein geteuft und dementsprechend mit dem Namen Schacht Sonnenschein benannt. Im Jahr 1949 wurde das Bergwerk mit dem Namen Feld Witten bezeichnet. Ab dem darauffolgenden Jahr wurde das Bergwerk Zeche Witten genannt. Im selben Jahr nahm die Zeche Witten als Kleinzeche die Förderung auf. Besitzer der Kleinzeche war die Gewerkschaft Fritz. Später übernahm die Gewerkschaft Sonnenschein das Bergwerk. Im Jahr 1954 wurden drei Bergleute bei einer Abflammung verletzt. Ab dem Jahr 1960 wurde die Zeche Witten auch Zeche Sonnenschein genannt. Am 1. März desselben Jahres wechselte der Besitz erneut, nun zu Theodor Imberg. Am 2. Mai 1963 kam es zu einer Abflammung von Schlagwettern, hierbei wurden drei Bergleute verletzt. Am 31. August des Jahres 1967 wurde die Zeche Witten stillgelegt.

## Förderung und Belegschaft
Die ersten bekannten Förder- und Belegschaftszahlen des Bergwerks stammen aus dem Jahr 1936, mit 13 Beschäftigten wurden 1999 Tonnen Steinkohle gefördert. Im Jahr 1950 förderte die Zeche 2747 Tonnen Steinkohle, die Belegschaftsstärke lag bei 16 Beschäftigten. Im Jahr 1955 wurde mit 33 Beschäftigten eine Förderung von 8265 Tonnen Steinkohle erbracht. Die maximale Förderung des Bergwerks war im Jahr 1957, mit 46 Beschäftigten wurden 11.691 Tonnen Steinkohle gewonnen. 1960 kamen 6329 Tonnen Steinkohle zu Tage, die Belegschaftszahl lag in diesem Jahr bei 34 Beschäftigten. Die letzten bekannten Belegschafts- und Förderzahlen des Bergwerks stammen aus dem Jahr 1965. In diesem Jahr waren 33 Mitarbeiter auf dem Bergwerk beschäftigt, sie gewannen 8016 Tonnen Steinkohle.